# マイケル・ルーカス
マイケル・ルーカス（ロシア語: Андрей Львович Трейвас、英語: Michael Lucas、1972年3月10日 - ）は、旧ソ連、ロシアのモスクワ出身のアメリカ合衆国のゲイポルノ俳優で監督である。

## 経歴
1972年、ソ連・モスクワでユダヤ人の両親のもとに誕生する。1997年にアメリカ合衆国に渡航し、2004年に市民権を取得した。
1998年に彼は独立し、ゲイ・ポルノ（男性同性愛者向けポルノグラフィ）業界に着手し「ルーカス・エンターテイメント」を設立した。
2006年にはイタリア映画『甘い生活』（1960年公開）をリメイクした『マイケル・ルーカスの甘い生活』を発表、2009年には出演者全員がユダヤ人男性だという『イスラエルの男たち』を発表し、宗教家や保守派を巻き込んで物議を醸した。
社会活動として、彼は「セーファーセックス」を呼び掛けたり、ホモフォビック（同性愛嫌悪）な傾向を持つ正統派ユダヤ教やイスラム教を批判し、「『クルアーン』は『我が闘争』だ」と発言している。